# چو یی هیون
چو یی هیون (کره‌ای: 조이현، زادهٔ ۸ دسامبر ۱۹۹۹) بازیگر اهل کره جنوبی است که حرفهٔ بازیگری خود را در سال ۲۰۱۷ آغاز کرد. او در سال ۲۰۱۸ با جی‌وای‌پی انترتینمنت قراداد امضا کرد اما در سال بعد، به آرتیست کمپانی رفت. از نقش‌های قابل توجه او می‌توان به پلی‌لیست بیمارستان (۲۰۲۰–۲۰۲۱)، مدرسه ۲۰۲۱ (۲۰۲۱) و ما همه مرده‌ایم (۲۰۲۲) اشاره کرد.

## فیلم‌شناسی

### فیلم
| سال  | عنوان          | نقش          | توضیحات      | منابع |
| ---- | -------------- | ------------ | ------------ | ----- |
| ۲۰۱۸ | در راه خانهٔ من | جو یی هیون   |              | [ ۳ ] |
| ۲۰۱۹ | مسخ            | پارک هیون جو |              | [ ۴ ] |
| ۲۰۱۹ | Homme Fatale   | سو یانگ      | حضور افتخاری | [ ۳ ] |
| ۲۰۲۲ | همدردی         | مو نه        |              | [ ۵ ] |

### مجموعه تلویزیونی
| سال       | عنوان               | شبکه     | نقش                  | توضیحات              | منابع         |
| --------- | ------------------- | -------- | -------------------- | -------------------- | ------------- |
| ۲۰۱۷      | جادوگر در دادگاه    | کی‌بی‌اس۲  | هونگ سون هوا (جوانی) |                      | [ ۱ ] [ ۶ ]   |
| ۲۰۱۸      | مهمان               | اوسی‌ان   | هان می جین (جوانی)   | حضور افتخاری، قسمت ۷ |               |
| ۲۰۱۸      | بد پاپا             | ام‌بی‌سی   | کیم سه جونگ          |                      | [ ۷ ]         |
| ۲۰۱۸      | کمتر از شیطان       | ام‌بی‌سی   | به یو وول            |                      | [ ۸ ]         |
| ۲۰۱۹      | کشور من             | جی‌تی‌بی‌سی | سو یون               |                      | [ ۹ ]         |
| ۲۰۲۰–۲۰۲۱ | پلی‌لیست بیمارستان   | تی‌وی‌ان   | جانگ یون بوک         | فصل ۱–۲              | [ ۱۰ ] [ ۱۱ ] |
| ۲۰۲۰      | چگونه یک دوست بخریم | کی‌بی‌اس۲  | شین سو جونگ          |                      | [ ۱۲ ]        |
| ۲۰۲۱      | مدرسه ۲۰۲۱          | کی‌بی‌اس۲  | جین جی وون           | اولین نقش اصلی       | [ ۱۳ ]        |

### مجموعه اینترنتی
| سال  | عنوان                             | پلتفرم  | نقش        | توضیحات               | منابع         |
| ---- | --------------------------------- | ------- | ---------- | --------------------- | ------------- |
| ۲۰۱۷ | داستان عاشقانه زندگی واقعی: فصل ۳ | یوتیوب  |            | نقش متفاوت در هر قسمت | [ ۱ ]         |
| ۲۰۱۷ | انتقام شیرین                      | Oksusu  | جو یی هیون |                       | [ ۳ ] [ ۶ ]   |
| ۲۰۲۲ | ما همه مرده‌ایم                    | نتفلیکس | چوی نام را |                       | [ ۱۴ ] [ ۱۵ ] |

### موزیک ویدئوها
| سال  | نام ترانه                            | هنرمند                    | منابع |
| ---- | ------------------------------------ | ------------------------- | ----- |
| ۲۰۱۸ | «Quit» (뚝)                          | جانگ وویونگ               | [ ۱ ] |
| ۲۰۱۸ | «پس از تو» (After You; 그대 떠난 뒤) | جو هیون آه (اوربن زاکاپا) | [ ۱ ] |

## جوایز و نامزدی‌ها
| مراسم جوایز           | سال  | دسته                     | نامزد / اثر                              | نتیجه    | منابع  |
| --------------------- | ---- | ------------------------ | ---------------------------------------- | -------- | ------ |
| جوایز هنری فیلم چونسا | ۲۰۲۰ | بهترین بازیگر تازه‌کار زن | مسخ                                      | نامزدشده | [ ۱۶ ] |
| جوایز درامای کی‌بی‌اس   | ۲۰۲۱ | بهترین بازیگر تازه‌کار زن | مدرسه ۲۰۲۱                               | نامزدشده | [ ۱۷ ] |
| جوایز درامای کی‌بی‌اس   | ۲۰۲۱ | جایزه بهترین زوج         | چو یی هیون به همراه کیم یو-هانمدرسه ۲۰۲۱ | برنده    | [ ۱۸ ] |